# دانيال بيل (ملحن)
دانيال بيل (بالإنجليزية: Daniel Bell)‏ هو ملحن ومنتج أسطوانات ودي جيه أمريكي، ولد في 1967 في ساكرامنتو في الولايات المتحدة.

## وصلات خارجية
- دانيال بيل على موقع ميوزك برينز (الإنجليزية)
- دانيال بيل على موقع أول ميوزيك (الإنجليزية)
- دانيال بيل على موقع ديسكوغز (الإنجليزية)